# Caracal aurata
El gato dorado africano (Caracal aurata) es una especie de mamífero carnívoro de la familia Felidae de tamaño medio que vive en los bosques lluviosos de África central y occidental, desde Guinea Bissau a las regiones fronterizas de Kenia y Tanzania e incluyendo toda la región del congo

## Sistemática
Fue descrito por primera vez por Coenraad Jacob Temminck en 1827 como Felis aurata a partir de un ejemplar de la zona costera del golfo de Guinea. Posteriormente fue clasificado dentro del género Profelis junto a al gato dorado asiático (Catopuma temminckii) y al gato de Borneo (Catopuma badia). Ambos animales fueron trasladados al género diferente, Catopuma, al comprobarse que las similitudes con el gato dorado africano obedecían a un proceso de convergencia evolutiva y no a un estrecho parentesco. En la década de 2010 se incluyó en el género Caracal.
Sin embargo, algunos autores consideran válido el nombre de Profelis aurata para esta especie siendo el único miembro de este género. De prevalecer esta postura, tanto los géneros Caracal como Profelis serían monotípicos.
Se reconocen dos subespecies:
- Caracal aurata aurata (Temminck, 1827)
- Caracal aurata cottoni (Lydekker, 1907)

## Descripción
Los ejemplares adultos presentan tamaños muy variables, entre los 61 y 101,5 cm de largo, con una cola de 16 a 46 cm y una altura sobre los hombros de 38 a 55 cm. Los machos son más robustos que las hembras, con un peso de 11 a 18 kg frente a los 5,5-6,2 que alcanzan estas. Su aspecto general se puede describir como similar al de un gato doméstico pero algo más poderoso y alargado, con la cola corta y orejas pequeñas. A pesar de su nombre, el color del pelaje también es muy variable, con una gama de tonos que van desde el rojizo al amarillento o incluso el gris humo. Aunque la mayor parte del cuerpo presenta un pelaje uniforme, se pueden observar manchas de tonalidad, tamaño y formas variables en el vientre y, en el caso de una de las subespecies, la cabeza. Estas manchas nunca son de color negro, sino simples tonalidades algo más oscuras de su color general. Los animales mantenidos en cautividad alcanzan los 15 años de vida.

## Comportamiento
Dentro de la selva lluviosa, el hábitat de los gatos dorados africanos es tan variable como su aspecto, lo que explica su amplia distribución. Se les puede encontrar tanto en tierras bajas como en montañas, en las riberas de los ríos y los bosques de bambúes, aunque en todos los casos necesitan de una buena cobertura arbórea.
La caza no se basa tanto en el acecho como en los ataques fortuitos, tanto sobre y desde los árboles como en el suelo. Entre sus presas se incluyen pequeños antílopes (duikers), monos, roedores, damanes y aves. Los hábitos de apareamiento no se conocen en profundidad debido a la dificultad para estudiar esta especie en su medio.

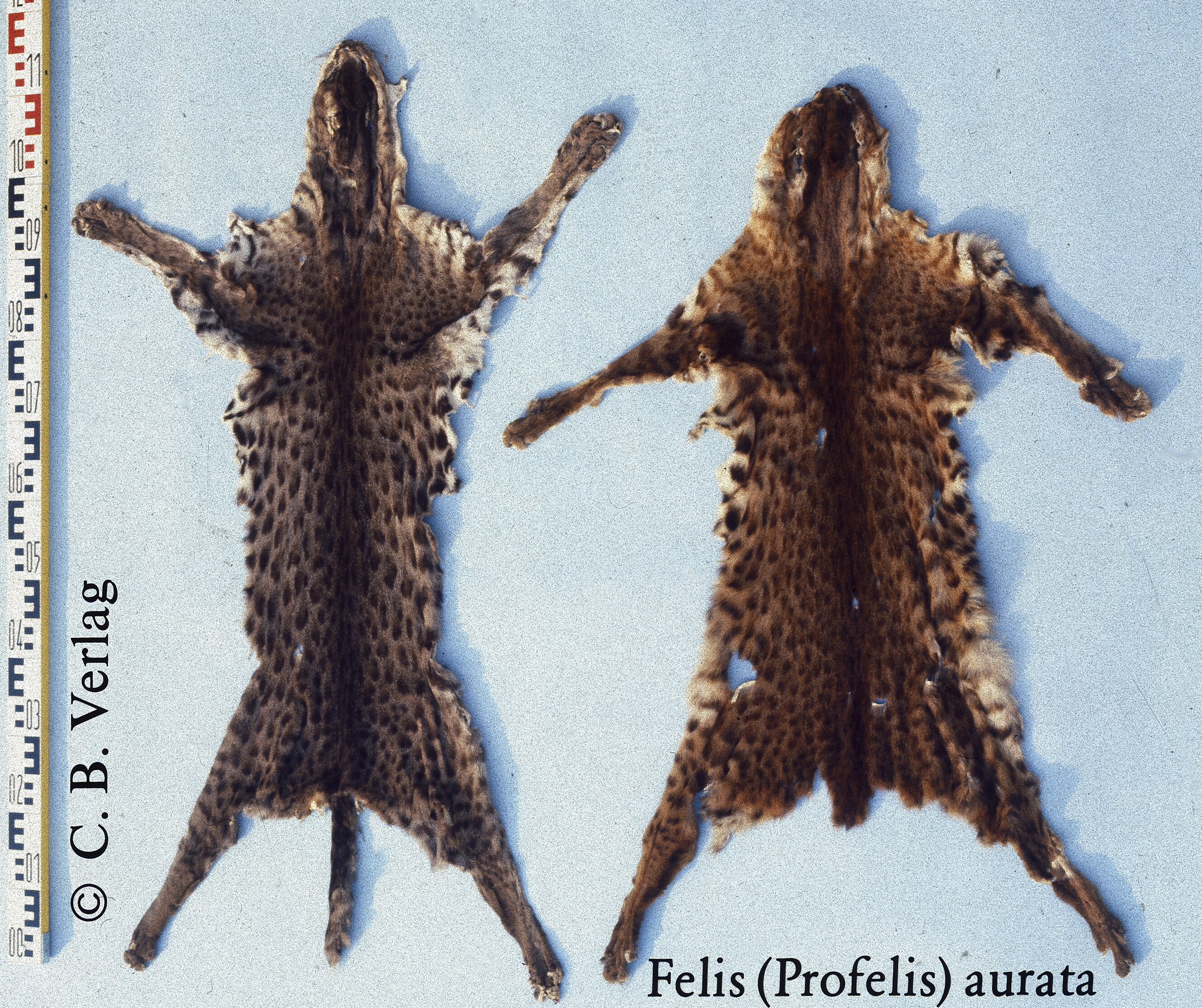
Pieles de gato dorado africano